# Zawada (nazwisko)
Zawada (forma żeńska: Zawada, Zawadowa, Zawadówna; liczba mnoga: Zawadowie; w śląskiej formie: Zowada, Sowada) – polskie nazwisko (dawniej również: przydomek, przezwisko, miano) notowane od 1410 roku. Według systemu PESEL na początku 2020 roku zamieszkiwały w Polsce około 13353 osoby noszące to nazwisko.

## Historia nazwiska
Staropolskie nazwisko (początkowo przezwisko, przydomek) – popularne wśród niższych warstw społecznych Polaków co najmniej od XV wieku m.in. wśród polskich chłopów, mieszczan, także wiadomo, że dwie osoby o takim przydomku lub nazwisku (za Historya piechoty polskiej) zaciągnięto do „pierwszej znanej nam roty pieszej polskiej rotmistrza Marka z roku 1471”.

Jedną z rodzin o tym nazwisku (dworzanina królewskiego wraz z braćmi i potomstwem), według zapisów heraldycznych, nobilitowano i adoptowano do herbu Rawicz w 1571 roku, przywilejem króla Zygmunta Augusta (zobacz: Zawada - herb szlachecki):

Warszawa, 27.VIII.1571

Zawada Piotr, Walenty, Stanisław, Wacław i Marcin, bracia rodzeni. Tenże Piotr Z.[awada] zasłużył się Izabelli Jagiellonce, królowej węgierskiej, i jej synowi Janowi II. Adopt. do h. Rawa przez Walentego Dembińskiego, kanclerza kor.

Potomkowie Rawicz-Zawadów to rodzina zmarłego już, znanego himalaisty o pełnym pierwotnym nazwisku Maria Andrzej Rawicz-Zawada, którego przodkowie (m.in. Filip Zawada - legionista, Tomasz Rawicz-Zawada - powstaniec styczniowy) brali udział w walkach wyzwoleńczych.

## Znani przedstawiciele
- Andrzej Zawada (właśc. Maria Andrzej Zawada) – himalaista, zorganizował choć osobiście wycofał się przed szczytem, jedną z najważniejszych polskich wypraw zimową wyprawę na Mount Everest w 1980 r.,
- Andrzej Zawada – krytyk literacki,
- Filip Zawada – artysta, pisarz, poeta, muzyk, fotografik,
- Kazimierz Zawada – sędzia Sądu Najwyższego, prawnik prof. dr hab., wykładowca Uniwersytetu Jagiellońskiego,
- Łucja Zawada – nauczycielka, instruktorka harcerska, żołnierz Szarych Szeregów.

## Osoby o nazwisku o podobnej fonetyce
- Vilém Závada – czeski poeta, pisarz, tłumacz.

## Postacie fikcyjne o nazwisku Zawada
- Zawada – jeden z bohaterów filmu Jutro idziemy do kina (2007)
- Adam Zawada – komisarz, podinspektor policji, główny bohater serialu Kryminalni (2004–2007)
- dr Krzysztof Zawada – specjalista ds. bezpłodności w serialu Radio Romans (1994–1995)
- Paweł Zawada, Katarzyna Solska (później: Katarzyna Zawada) – główni bohaterowie komedii Kogel-mogel (1988) oraz Galimatias, czyli kogel-mogel II (1989)
- major Zawada „Kąpielowy” – jeden z głównych bohaterów filmu Przesłuchanie (1982)
- Bogdan Zawada – kapitan milicji, główny bohater filmu Wściekły (1979)
- Jadwiga Zawadowa, Wojciech Zawada, Stefek Zawada, Staszek Zawada – rodzina chłopska, główni bohaterowie filmu Wezwanie (1971) na podstawie powieści Juliana Kawalca
- Zygmunt Zawada – reżyser, główny bohater filmu Pogoń za Adamem (1970)